# HMS Illustrious (1939)
HMS Illustrious – brytyjski lotniskowiec z okresu II wojny światowej. Był przedstawicielem preferowanej wówczas w Wielkiej Brytanii koncepcji lotniskowców pancernych, pierwszą jednostką swojego typu. Zwodowany w 1939 roku, do służby wszedł w maju 1940 roku jako czwarty okręt o tej nazwie w Royal Navy. Walczył na Morzu Śródziemnym, Oceanie Indyjskim a w końcowym okresie wojny na Pacyfiku. Z okrętu wystartowały samoloty do ataku na Tarent, następnie wspierał on lądowanie aliantów na Madagaskarze i desant pod Salerno. Wchodząc w skład Brytyjskiej Floty Pacyfiku wziął udział w bitwie o Okinawę. Był uszkodzony przez bombowce Luftwaffe na Morzu Śródziemnym oraz kamikaze na Pacyfiku. Po zakończeniu II wojny światowej został przeklasyfikowany na lotniskowiec szkolny. Pozostał w służbie do 1954 roku, po czym został odstawiony do rezerwy i sprzedany na złom 3 listopada 1956 roku.

## Projektowanie i budowa
Projektowanie nowych lotniskowców dla Royal Navy rozpoczęto w 1935 roku. Ich konstrukcję, podobnie jak budowanego już „Ark Royal”, zdeterminowały wymagania dotyczące działań na wodach europejskich w warunkach przewagi nieprzyjacielskich samolotów startujących z lotnisk lądowych. Miały to być okręty silnie opancerzone i uzbrojone nawet kosztem ograniczenia liczby zabieranych samolotów pokładowych. Ponieważ budowa „Ark Royal” wyczerpała limit tonażu lotniskowców przyznany Wielkiej Brytanii na konferencji waszyngtońskiej, nowe jednostki miały do 1942 roku zastąpić w linii przestarzałe „Argus”, „Eagle”, „Hermes” i „Furious”.
Postanowienia drugiej konferencji londyńskiej z 1936 roku ustanowiły limit wyporności standardowej lotniskowców na 23 000 ton angielskich (ts), co zostało uwzględnione przez projektantów przy opracowywaniu planów okrętów. Pierwszy lotniskowiec nowego typu został zamówiony 12 stycznia 1937 roku w stoczni koncernu Vickers-Armstrongs w Barrow-in-Furness. Stępkę pod budowę położono 27 kwietnia 1937 roku, zaś wodowanie odbyło się 5 kwietnia 1939 roku. Matką chrzestną okrętu była lady Henderson, żona admirała Reginalda Hendersona (do marca 1939 roku pełnił urząd Trzeciego Lorda Morskiego i Głównego Inspektora Floty), który był jednym z głównych inspiratorów projektu. Lotniskowiec otrzymał nazwę „Illustrious” po raz czwarty w historii w Royal Navy.
Po wybuchu II wojny światowej okręt, będący w fazie wyposażania, otrzymał zamiast dotychczasowego numeru stoczniowego 732 oznaczenie kodowe J.3986. Pomimo toczącej się wojny prace wykończeniowe przebiegały sprawnie, wyprzedzając przewidziany kontraktem harmonogram. Ostatecznie jednak, w związku z oczekiwaniem na montaż radaru typu 79, „Illustrious” opuścił stocznię 24 kwietnia 1940 roku. Podczas wypływania z basenu stoczniowego lotniskowiec staranował i zatopił holownik „Poolgard” (spotykana jest także pisownia „Poolgarth”) należący do Rea Towing Co. z Liverpoolu. Po pomyślnym zakończeniu prób zdawczo-odbiorczych, 25 maja 1940 roku okręt został przyjęty do służby w Royal Navy. W styczniu 1940 roku pierwszym dowódcą okrętu został mianowany komandor Denis William Boyd.

## Opis konstrukcji
Zgodnie z założeniami projektowymi, lotniskowce typu Illustrious były pierwszymi na świecie okrętami tej klasy z całkowicie opancerzonym hangarem. Cecha ta oraz przyjęty traktatowy limit wyporności wpłynęły na charakterystyki taktyczno-techniczne „Illustriousa” i jego bliźniaczych okrętów. Posiadały one tylko jeden pokład hangarowy, przez co ograniczona była liczba zabieranych samolotów.
„Illustrious” miał długość całkowitą 225,55 m, szerokość maksymalną 29,18 m oraz średnie zanurzenie przy wyporności pełnej wynoszące 8,8 m. Był podzielony poprzecznymi grodziami na 20 przedziałów wodoszczelnych i wzdłużnie na trzy przedziały. Na kadłubie nadbudowany był pokład lotniczy, którego długość w 1940 roku wynosiła 227,07 m, długość użytkowa, ograniczona przez zaokrąglone w dół (ze względów aerodynamicznych) sekcje przednią i tylną – 189 m, zaś szerokość maksymalna 29 m. W sekcji dziobowej na lewej burcie usytuowana była katapulta startowa BH-III o napędzie hydropneumatycznym i długości 29 m. Lądowanie samolotów ułatwiało sześć lin hamujących i dwie bariery bezpieczeństwa. Czterokondygnacyjna nadbudówka była usytuowana na prawej burcie i miała długość 51,8 m, szerokość 6,1 m oraz wysokość (bez masztów) 12,8 m. Pancerz burtowy „Illustriousa” miał na linii wodnej grubość 114 mm, a pancerny pokład lotniczy grubość 38 mm.
Pokład hangarowy miał formę pancernej cytadeli o ścianach grubości 114 mm i stropie grubości 76 mm oraz długości 139,6 m, szerokości 18,9 m i wysokości 4,9 m. W razie pożaru można go było podzielić za pomocą stalowych kurtyn ognioodpornych na trzy niezależne sekcje. Komunikację z pokładem lotniczym zapewniały dwie windy o nośności 6000 kg, umożliwiające wyniesienie samolotu w ciągu 30 sekund. Ze względu na niemożność opancerzenia wind, był to jedyny słaby punkt okrętu, dlatego przewidziano możliwość odcięcia szybu windy od hangaru przy pomocy pancernej rolety. Całość opancerzenia miała zabezpieczać przed skutkami trafienia bombą przeciwpancerną o wadze do 227 kg lub pociskiem kalibru do 152 mm.
Napęd lotniskowca stanowiły trzy turbiny parowe systemu Parsonsa umieszczone w osobnych maszynowniach oddzielonych grodziami wodoszczelnymi. Łączna projektowana moc siłowni wynosiła 111 000 shp, na próbach w maju 1940 roku osiągnięto moc maksymalną na wałach 113 377 shp i prędkość 30,5 węzła. Parę do turbin dostarczało sześć kotłów typu Admiralicji, rozmieszczonych po dwa w trzech kotłowniach. Turbiny napędzały za pośrednictwem przekładni redukcyjnych trzy wały napędowe z trójłopatowymi śrubami o średnicy 4,72 m, wykonanymi z brązu. Po opuszczeniu stoczni, okręt posiadał tymczasowe śruby stalowe, wymienione na właściwe w trakcie prób odbiorczych w Liverpoolu.
Energię elektryczną zapewniało sześć turbogeneratorów o mocy po 400 kW każdy, umieszczonych dla zabezpieczenia przed możliwymi uszkodzeniami w warunkach bojowych w osobnych przedziałach. Po utracie „Ark Royal” (między innymi na skutek braku energii elektrycznej), dodano jeszcze cztery awaryjne generatory wysokoprężne o mocy po 60 kW każdy.
Główne uzbrojenie artyleryjskie lotniskowca stanowiło osiem podwójnych wież z działami uniwersalnymi kal. 114 mm, rozmieszczonych po dwie na sponsonach znajdujących się na obu burtach w dziobowej i rufowej sekcji okrętu poniżej poziomu pokładu startowego. Każda z grup dział dysponowała osobnym dalocelownikiem. Początkowo uzupełniało je pięć (według niektórych źródeł sześć) ośmiolufowych zestawów armat kal. 40 mm, tzw. pom-pomów; w czasie kolejnych modernizacji lekkie uzbrojenie przeciwlotnicze wzmacniane było o kolejne działa.
Pierwszym radarem zainstalowanym na „Illustrious” był aparat typu 79, z osobnymi antenami nadawczą i odbiorczą. W miarę powstawania nowych, doskonalszych konstrukcji, okręt był wyposażany w kolejne radiolokatory: typ 281, typ 285, typ 277 i typ 960.
W chwili wejścia do służby załoga lotniskowca liczyła (wraz z personelem latającym) 1229 oficerów, podoficerów i marynarzy. W latach późniejszych, w związku ze zmianami w składzie grupy lotniczej i zwiększaniem liczby działek przeciwlotniczych, wzrosła do 1997 osób w ostatnim roku działań wojennych. Po powojennej przebudowie na okręt szkolny liczba zaokrętowanych zmniejszyła się i w 1948 roku wynosiła 1090 osób.

## Grupa lotnicza
Po wejściu do służby, na pokład „Illustriousa” zostały zaokrętowane trzy dywizjony Fleet Air Arm: 806. (15 samolotów myśliwskich Fairey Fulmar), 815. i 819. (po 9 samolotów torpedowych Fairey Swordfish) (pierwotnie w skład 806. Dywizjonu wchodziły samoloty Blackburn Skua, które lotniskowiec miał na pokładzie podczas rejsu na Bermudy, i Blackburn Roc, lecz w lipcu 1940 zostały one zastąpione przez Fulmary). Ten skład grupy lotniczej utrzymał się aż do uszkodzenia okrętu w styczniu 1941 roku i przejścia na remont do Stanów Zjednoczonych.
Po ponownym wejściu do służby w marcu 1942 roku, na lotniskowcu bazowały następujące dywizjony FAA: myśliwskie 881. i 882., mające łącznie 15 myśliwców Grumman Martlet oraz 810. i 829. (21 samolotów Fairey Swordfish). Przejściowo na okręcie stacjonowały również pojedyncze maszyny innych typów, np. łódź latająca Supermarine Walrus czy Fairey Fulmar w wersji myśliwca nocnego. Pokład lotniskowca służył również jako platforma do próbnych lotów prototypów samolotów Fairey Firefly (koniec 1942) i Blackburn Firebrand (luty 1943) oraz eksperymentalnej wersji Supermarine Spitfire z hakiem do lądowania – protoplasty morskiego myśliwca Seafire.
Kolejna częściowa zmiana składu grupy lotniczej nastąpiła w lipcu 1943 roku, gdy na pokładzie znalazły się dywizjony 894. z myśliwcami Supermarine Seafire i 810. wyposażony w samoloty torpedowo-bombowe Fairey Barracuda oraz 878. i 890. dysponujące myśliwcami Grumman Martlet. Samoloty Supermarine Seafire nie posiadały mechanizmu składania skrzydeł i mogły stacjonować wyłącznie na pokładzie, co stało się powodem ich wycofania ze składu grupy lotniczej już po kilku miesiącach użytkowania. Od końca 1943 roku lotniskowiec zaokrętował dywizjony 1830. i 1833. (a przejściowo również 1837.) wyposażone w myśliwce Vought F4U Corsair, uzupełnione dywizjonami 810. i 847. z samolotami Fairey Barracuda. W maju 1944 roku te ostatnie zostały czasowo zastąpione dywizjonami 832. i 851., używającymi amerykańskich Grumman TBF Avenger. Zmiana ta podyktowana była udziałem „Illustriousa” w nalocie na Surabaję: Barracudy nie spełniały wymogów taktycznych niezbędnych do wykonania tego zadania.
Od grudnia 1944 roku aż do zakończenia udziału w działaniach wojennych, grupę lotniczą stanowiły 1830. i 1833. dywizjony myśliwskie (36 samolotów Vought Corsair) i 854. dywizjon bombowo-torpedowy (21, później 16 samolotów Grumman Avenger).
Rozpoczęcie eksploatacji samolotów produkcji amerykańskiej przyniosło problemy z hangarowaniem maszyn. W związku z odmiennym sposobem składania skrzydeł (do góry, a nie w bok wzdłuż kadłuba), wysokość hangaru okazała się niewystarczająca. Ostatecznie zaradzono temu, skracając końcówki skrzydeł posiadanych samolotów. W trakcie zbierania doświadczeń z użytkowania okrętu udało się zwiększyć liczbę zabieranych na pokład maszyn, w końcowym okresie wojny wynosiła ona 54–57 sztuk. Stało się tak dzięki zmianom w organizacji pracy hangaru oraz bazowaniu części samolotów bezpośrednio na pokładzie lotniczym, wzorem amerykańskim.

## Modernizacje

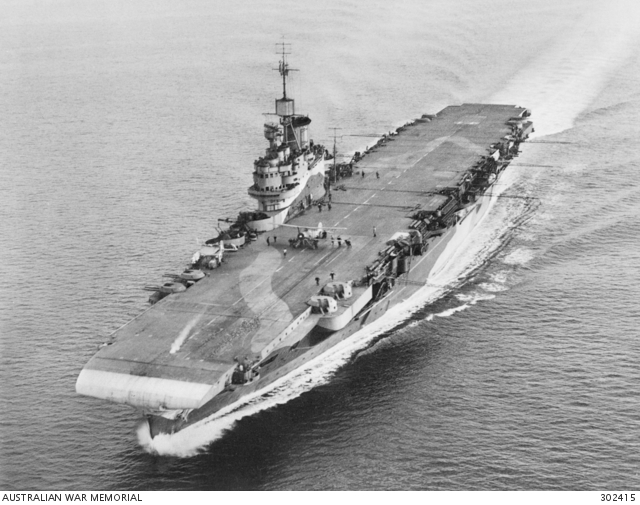
„Illustrious” po modernizacji w Stanach Zjednoczonych

W trakcie służby „Illustrious” kilkakrotnie był poddawany modernizacjom. Pierwszą przeprowadzono w trakcie remontu w Norfolk Naval Shipyard w Portsmouth w Stanach Zjednoczonych w okresie od maja do listopada 1941 roku. Przy okazji naprawy poważnych uszkodzeń, odniesionych w trakcie walk na Morzu Śródziemnym, dokonano również modyfikacji pokładu startowego (otrzymał prostą sekcję rufową, co wydłużyło długość użyteczną o 15,2 m), zainstalowano dziesięć automatycznych dział przeciwlotniczych Oerlikon kal. 20 mm oraz nowy podnośnik rufowy i nowocześniejszą katapultę. Po powrocie do Wielkiej Brytanii lotniskowiec znów trafił na krótko do stoczni w Liverpoolu, gdzie zainstalowano nowy radar typu 281.
Kolejny raz okręt trafił do stoczni Cammell Laird w Birkenhead w lutym 1943 roku. W trakcie trwającej do początku czerwca modernizacji zainstalowano radar kierowania ogniem artylerii małokalibrowej typu 282 oraz kolejne działa Oerlikon. Ponadto przedłużono o dodatkowe 7,6 m pokład lotniczy, który otrzymał też dwie dodatkowe liny hamujące. Następny pobyt w stoczni w Durbanie miał miejsce w połowie 1944 roku. Tym razem zmodernizowano radionamierniki, zainstalowano instalację umożliwiającą tankowanie z lotniskowca mniejszych okrętów na pełnym morzu oraz po raz kolejny wzmocniono uzbrojenie przeciwlotnicze. Ostatecznie „Illustrious” dysponował, oprócz 16 dział kal. 114 mm i 40 „pom-pomów”, także trzema działami Bofors kal. 40 mm i 52 Oerlikon kal. 20 mm.
Na ostatnią modernizację okręt został skierowany w połowie 1945 roku do Rosyth. Ponieważ w tym czasie zakończyły się działania wojenne, zmieniono zakres prowadzonych prac, przystosowując jednostkę do pełnienia funkcji lotniskowca szkolnego i doświadczalnego. Zainstalowano nowe sekcje dziobową i rufową, przekonstruowano nadbudówkę i skrócono pokład lotniczy, zredukowano też lekką artylerię przeciwlotniczą. Po tych zmianach wyporność standardowa „Illustriousa” wzrosła do 25 940 ts.
Do końca swej służby w Royal Navy okręt jeszcze dwa razy trafiał do stoczni. Zmiany obejmowały głównie wyposażenie elektroniczne i uzbrojenie przeciwlotnicze i związane były z próbami nowych samolotów przeprowadzanymi na pokładzie lotniskowca.

## Działalność operacyjna
Po oficjalnym przyjęciu do służby, „Illustrious” został skierowany na rejs w rejon Bermudów w celu przeprowadzenia szkolenia i zgrania załogi. Początkowo trening miał się odbyć w rejonie Dakaru, ale klęska Francji pokrzyżowała te plany. W trakcie rejsu przez Atlantyk okręt dostał się w rejon silnego sztormu i odniósł liczne, choć nieznaczne uszkodzenia. Po powrocie do Wielkiej Brytanii lotniskowiec trafił na dziesięć dni do stoczni John Brown w Clydebank, gdzie poza usunięciem wykrytych usterek i szkód sztormowych, zainstalowano kable demagnetyzacyjne wewnątrz kadłuba w miejsce dotychczasowych zewnętrznych, również uszkodzonych przez sztorm.

### 1940−1941: Morze Śródziemne
Po wyjątkowo krótkim, ze względu na wojenne potrzeby Royal Navy, okresie treningowym, „Illustrious” został w końcu sierpnia 1940 roku wysłany do Gibraltaru, celem dołączenia do Floty Śródziemnomorskiej. 29 sierpnia opuścił Gibraltar wraz z pancernikiem HMS „Valiant” w eskorcie krążowników przeciwlotniczych „Coventry” i „Calcutta”, kierując się do Aleksandrii (operacja Hats). Przejście zespołu przez zachodnią część Morza Śródziemnego ubezpieczane było przez zespół Force H z Gibraltaru dowodzony przez wiceadmirała Jamesa Somerville'a, zaś we wschodniej części trasy przez aleksandryjskie jednostki Floty Śródziemnomorskiej pod dowództwem wiceadmirała Andrew Cunninghama. 4 września, w drodze do Aleksandrii, samoloty z „Illustriousa” (osiem Swordfishy) i „Eagle” zbombardowały włoskie lotniska Calato i Maritza na wyspie Rodos.
Dołączenie do Floty Śródziemnomorskiej nowoczesnego lotniskowca pozwoliło jej dowódcy śmielej planować kolejne operacje przeciwko włoskiej marynarce wojennej. Już 15 września 1940 roku wyszedł z Aleksandrii zespół pod dowództwem kontradmirała A. L. Lystera w składzie: „Illustrious” jako okręt flagowy, „Valiant”, krążownik ciężki „Kent” oraz jednostki eskorty. Celem był port Bengazi w Libii. W nocy z 16 na 17 września samoloty Fairey Swordfish z 815 dywizjonu zbombardowały jednostki włoskie stojące w porcie, zatapiając niszczyciel „Borea” (typu Turbine) oraz dwa statki handlowe. Jednocześnie korzystając z zaangażowania włoskiej obrony, 819. dywizjon wykonał operację minowania podejść do portu. W ciągu następnych dni na minach zatonął niszczyciel „Aquilone” i dwie mniejsze jednostki. W drodze powrotnej „Kent” zbombardował port w Bardii, ale został podczas tej akcji uszkodzony torpedą przez lotnictwo włoskie i dotarł do Aleksandrii na holu.
W nocy z 13 na 14 października samoloty z „Illustriousa” i „Eagle” przeprowadziły bombardowanie włoskich instalacji wojskowych na wyspie Leros.

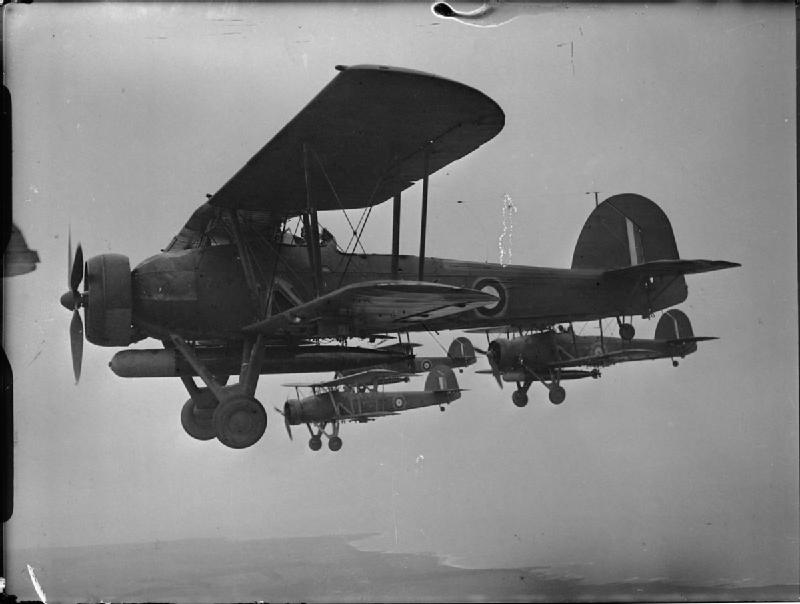
Samoloty torpedowe Fairey Swordfish

Kolejną akcją obydwu lotniskowców Floty Śródziemnomorskiej miał być nalot na bazę Regia Marina w Tarencie (operacja Judgement). Plany takiego ataku opracowywane były przez sztabowców Royal Navy już od połowy lat 30., a znaczący wkład w ich przygotowanie miał kontradmirał Lyster. Datę nalotu wyznaczono na noc 21 października 1940 roku, ale plany zniweczył pożar, który wybuchł trzy dni wcześniej w hangarze „Illustriousa”. Zniszczeniu uległy dwa, a uszkodzonych zostało kilka dalszych samolotów Fairey Swordfish mających wziąć udział w ataku. W tej sytuacji wyznaczono nową datę: noc z 11 na 12 listopada.
Kolejnym problemem, przed którym stanął kontradmirał Lyster, była awaria na „Eagle” uniemożliwiająca jego działalność operacyjną. Pomimo to brytyjski dowódca zdecydował się przeprowadzić operację Judgement siłami jednego tylko lotniskowca. Na „Illustrious” przebazowano część samolotów z drugiego okrętu i 6 listopada siły Floty Śródziemnomorskiej wyszły w morze. Na okręcie było zaokrętowanych aż 40 samolotów: 24 Fairey Swordfish, 12 Fairey Fulmar i 4 Gloster Sea Gladiator. Oprócz nalotu na Tarent jednocześnie przeprowadzono konwój z zaopatrzeniem na Maltę, przerzut wojsk brytyjskich na Kretę oraz operację przeprowadzenia z Gibraltaru wzmocnień dla Floty Śródziemnomorskiej.
Według planu kontradmirała Lystera w nalocie miały wziąć udział 24 samoloty torpedowe w dwóch falach po 12 maszyn. Jednak 9 i 10 listopada utracono trzy Swordfishe i ostatecznie 11 listopada gotowych do ataku było 21 tych samolotów. W pierwszej fali prowadzonej przez komandora podporucznika Kennetha Williamsona (dowódcę 815 dywizjonu), wystartowało 12 samolotów, z których sześć miało podwieszone torpedy, zaś pozostałe bomby i flary. Dotarły nad port około godziny 23.00 i zaatakowały bazujące tam włoskie okręty. Dwie torpedy trafiły i poważnie uszkodziły pancernik „Littorio”, a jedna „Conte di Cavour”, który zatonął w płytkiej wodzie basenu i nie wrócił już do linii. Pozostałe samoloty zrzuciły bomby na zbiorniki paliwa w porcie, wywołując liczne pożary. Atak samolotów drugiej fali nastąpił po około godzinie. Zrzucone torpedy trafiły trzeci pancernik: „Caio Duilio” i ponownie „Littorio”, powodując dalsze uszkodzenia. Ponadto niewielkie uszkodzenia po trafieniach bombami odniosły: krążownik „Trento” i niszczyciel „Libeccio”, zniszczono również kotwicowisko wodnosamolotów. Straty brytyjskie wyniosły dwa samoloty i czterech członków ich załóg: dwóch zabitych i dwóch (kapitan Williamson i jego strzelec pokładowy) wziętych do niewoli.
Osłaniające operację Judgement krążowniki „Orion”, „Ajax” i „Sydney” przechwyciły w ramach akcji dywersyjnej w Cieśninie Otranto włoski konwój, zatapiając wszystkie cztery transportowce oraz uszkadzając i zmuszając do ucieczki okręty eskorty.
Kolejną akcją „Illustriousa” była osłona konwoju z wojskiem płynącego do zatoki Suda na Krecie w dniach od 25 do 29 listopada 1940. W trakcie tej operacji samoloty startujące z lotniskowca zbombardowały 26 listopada port Laki na Leros. Podobną akcję przeprowadzono w grudniu 1940 roku – podczas osłony konwoju na Maltę lotnictwo pokładowe zbombardowało 17 grudnia wyspy Rodos i Stampalia. 21 grudnia dziewięć samolotów torpedowych z lotniskowca zaatakowało włoski konwój w pobliżu wysp Kerkenna u wybrzeży Tunezji, topiąc dwa z trzech statków, a następnego dnia piętnaście maszyn zbombardowało Trypolis.
Pierwszym zadaniem okrętu w 1941 roku było zapewnienie ochrony lotniczej dla pancerników „Warspite”, „Valiant” i „Barham”, bombardujących Bardię w dniu 3 stycznia. Cztery dni później lotniskowiec wyszedł ponownie w morze w składzie silnego zespołu Floty Śródziemnomorskiej, osłaniającego konwój na Maltę w ramach kombinowanej operacji o kryptonimie Excess. Wczesnym popołudniem 10 stycznia 1941 roku brytyjskie okręty zostały w Cieśninie Sycylijskiej zaatakowane przez startujące z lotnisk na Sycylii niemieckie bombowce nurkujące Junkers Ju 87 należące do I/St.G 1 i II/St.G 2. Z pokładu lotniskowca zdołały wystartować jedynie cztery myśliwce Fulmar, które nie były w stanie zapobiec skoncentrowanemu atakowi. W tym i kolejnym nalocie „Illustrious” otrzymał osiem bezpośrednich trafień (według jednego ze źródeł było siedem trafień bombami odłamkowymi i przeciwpancernymi, a ponadto na pokładzie lotniczym rozbił się jeden z uszkodzonych Junkersów), które bardzo poważnie uszkodziły okręt i wznieciły liczne pożary. W wyniku ataku zginęło bądź zostało uznanych za zaginionych 126 marynarzy. Pomimo uszkodzeń płonący lotniskowiec dotarł wieczorem w eskorcie niszczycieli „Hasty” i „Jaguar” na Maltę, gdzie następnego dnia odbył się morski pogrzeb poległych.
W La Valetta natychmiast rozpoczęto prowizoryczną naprawę lotniskowca, aby umożliwić mu przejście do Aleksandrii; jednak naloty, określane jako „Illustrious-Blitz” nie ustawały. 16 stycznia w jednym z nich okręt otrzymał kolejne bezpośrednie trafienie, a inne bomby wybuchły w niewielkiej odległości. Następny udany atak miał miejsce 19 stycznia. Tym razem bliskie wybuchy bomb uszkodziły wał lewej turbiny. Nocą 23 stycznia 1941 pracującym z pełnym zaangażowaniem maltańskim stoczniowcom udało się doprowadzić okręt do stanu umożliwiającego samodzielny rejs do Aleksandrii, gdzie ostatecznie dotarł dwa dni później.

### 1941−1943: Remont w Stanach Zjednoczonych. Działalność na Oceanie Indyjskim
W Aleksandrii kontynuowano remont, mający przygotować lotniskowiec na rejs do Stanów Zjednoczonych. Poza tym, mając na uwadze niedostatek okrętów wyposażonych w radary we Flocie Śródziemnomorskiej, zdjęto z niego radar dozoru powietrznego typu 279, instalując go na krążowniku lekkim „Gloucester”, do którego załogi wcielono także technika przeszkolonego w jego obsłudze. Po zakończeniu niezbędnych prac „Illustrious” przeszedł w marcu 1941 roku przez Kanał Sueski udając się do Durbanu. Tam został ponownie wprowadzony do doku dla dokonania napraw części podwodnej niezbędnych do zapewnienia bezpieczeństwa rejsu przez Atlantyk. Następnie przez Kapsztad, Freetown i Trynidad udał się na właściwy remont do Norfolk Naval Shipyard w Portsmouth w stanie Wirginia. Od sierpnia do października 1941 roku podczas pobytu okrętu w stoczni jego dowódcą był komandor Louis Mountbatten, późniejszy szef Operacji Połączonych.
Połączony z modernizacją remont trwał do 28 listopada 1941 roku. Amerykańskim stoczniowcom nie udało się w pełni zregenerować pękniętego wału, co spowodowało ograniczenie prędkości operacyjnej okrętu do 24 węzłów. Po próbach stoczniowych lotniskowiec ostatecznie opuścił wschodnie wybrzeże Stanów Zjednoczonych 12 grudnia 1941 roku w towarzystwie bliźniaczego „Formidable”. Kilka dni później w silnym sztormie nastąpiło niegroźne zderzenie obu okrętów. Następnie „Illustrious” został skierowany na krótki pobyt w stoczni w Birkenhead, gdzie zmodernizowano mu wyposażenie radarowe, i 23 marca 1942 roku został wysłany drogą okrężną wokół Afryki na Ocean Indyjski. Miał tam dołączyć do Floty Wschodniej dowodzonej przez admirała Somerville'a. 22 kwietnia okręt dotarł do Durbanu, który pełnił w tym czasie rolę bazy dla sił brytyjskich przygotowujących się do ataku na Madagaskar.
Na początku kwietnia 1942 roku flota japońska przeprowadziła rajd przeciwko bazom brytyjskim na Oceanie Indyjskim. Zniszczone zostały porty na Cejlonie, zatopione dwa krążowniki ciężkie „Cornwall” i „Dorsetshire” oraz lotniskowiec „Hermes” z eskortującymi go jednostkami. Sparaliżowana została brytyjska i sojusznicza żegluga w tym regionie. W tej sytuacji Royal Navy zaczęła poszukiwać nowej bazy. Wybrano Diégo-Suarez na pozostającym pod kontrolą rządu Vichy Madagaskarze. Morski komponent sił uderzeniowych został oparty na Force H z Gibraltaru i oddany pod dowództwo wiceadmirała Edwarda N. Syfreta.
Operacja zajęcia Madagaskaru, której nadano kryptonim Ironclad, rozpoczęła się 5 maja 1942 roku. Samoloty z lotniskowców (obok „Illustriousa” w skład zespołu floty wchodził jeszcze „Indomitable”) zaatakowały miasto i port Diégo-Suarez. W trakcie walk maszyny startujące z pokładu „Illustriousa” zestrzeliły cztery francuskie Morane-Saulnier MS.406 i trzy Potez 63 oraz zatopiły krążownik pomocniczy „Bougainville” i okręty podwodne „Bévéziers” (obie jednostki 5 maja) i „Le Héros” (7 maja).
Port w Diégo-Suarez został zajęty przez Brytyjczyków po 60 godzinach, chociaż walki na Madagaskarze trwały aż do listopada 1942 roku. „Illustrious” wspierał jeszcze w tej kampanii wojska lądowe we wrześniu, wykonując w międzyczasie dwa wypady w rejon Cejlonu i Andamanów, gdy jego bazą była Mombasa.
Od sierpnia 1942 roku „Illustrious” pozostawał jedynym brytyjskim lotniskowcem na Oceanie Indyjskim. Z Floty Wschodniej ubywało w tym czasie coraz więcej jednostek, potrzebnych na innych frontach. Ostatecznie także „Illustrious” został odesłany do Europy: 13 stycznia 1943 roku opuścił Mombasę, by przez Durban udać się do stoczni Cammell Laird w Birkenhead.

### 1943: Ocean Atlantycki i Morze Śródziemne
Remont i modernizacja okrętu trwały do czerwca 1943 roku. Od połowy czerwca lotniskowiec dołączył do Home Fleet, przeprowadzając w lipcu wspólnie z okrętami US Navy dywersyjny wypad w stronę wybrzeży Norwegii (operacja Governor). Miał on na celu umocnienie u Niemców przekonania o możliwym desancie alianckim na północy Europy i odciągnięcie ich uwagi od basenu Morza Śródziemnego. W trakcie tej operacji myśliwce „Illustriousa” zestrzeliły 28 lipca dwie niemieckie rozpoznawcze łodzie latające Bv 138.
Na początku sierpnia 1943 roku lotniskowiec został wysłany na Morze Śródziemne dla wsparcia alianckich desantów na kontynentalne Włochy. W drodze eskortował przez pewien czas transatlantyk „Queen Mary”, na którego pokładzie Winston Churchill udawał się do Stanów Zjednoczonych na spotkanie z prezydentem Rooseveltem.
„Illustrious” wszedł w skład gibraltarskich sił Force H pod dowództwem admirała Cunninghama. Ich zadaniem była osłona lądującej floty w razie ataku lotnictwa bądź floty włoskiej. O ile ta druga ewentualność została szybko wyeliminowana, gdy po kapitulacji duże włoskie okręty poddały się Royal Navy na Malcie, to niebezpieczeństwo ataku lotniczego istniało nadal. Już w nocy z 8 na 9 września, zaraz po przybyciu okrętów w rejon działań, zostały one zaatakowane przez samoloty Luftwaffe. Atak został odparty przez skoncentrowany ogień artylerii przeciwlotniczej. W dniach od 9 do 11 listopada samoloty myśliwskie lotniskowca wykonały 214 lotów patrolowych, jednak po pierwszym ataku Luftwaffe skupiła się na zwalczaniu jednostek bezpośrednio wspierających desant i tam skierowała ataki swych samolotów.
Po kapitulacji Włoch zmienił się układ sił na Morzu Śródziemnym. Działania w tym teatrze wojennym nie wymagały już angażowania dużych jednostek floty, stąd też zaczęto przygotowania do przebazowania „Illustriousa” na Daleki Wschód. 29 października 1943 roku lotniskowiec trafił ponownie do stoczni w Birkenhead, gdzie dostosowano go do działań na tamtejszych wodach, po czym w pierwszych dniach stycznia 1944 roku wypłynął z Greenock, kierując się na Morze Śródziemne i dalej, przez Kanał Sueski i Morze Czerwone do bazy w Trincomalee na Cejlonie.

### 1944−1945: Ocean Indyjski i Pacyfik

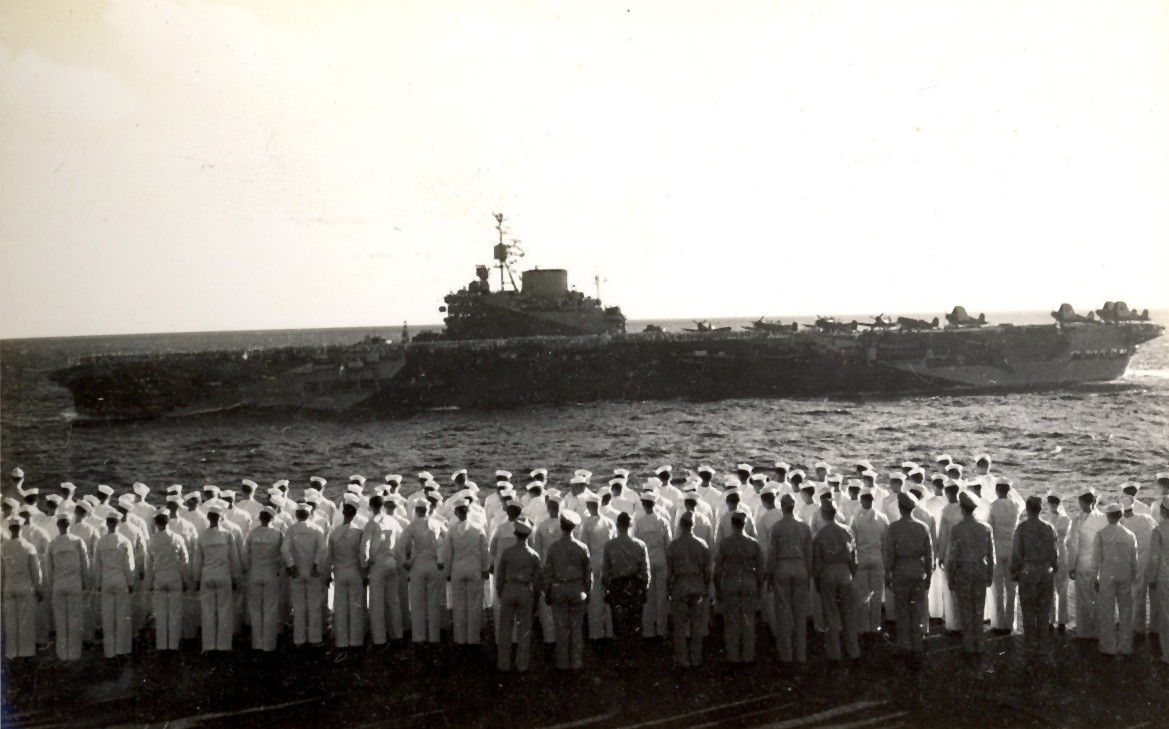
„Illustrious” widziany z pokładu „Saratogi”, 18 maja 1944 roku

„Illustrious” dotarł do Trincomalee w ostatnich dniach stycznia 1944 roku i ponownie wszedł w skład Floty Wschodniej. Jej zadaniem w tym okresie była ochrona żeglugi alianckiej na Oceanie Indyjskim i atakowanie zajętych przez wojska japońskie wybrzeży Zatoki Bengalskiej. Na początku marca lotniskowiec brał udział w bezskutecznej akcji poszukiwania trzech japońskich krążowników ciężkich: „Tone”, „Chikuma” i „Aoba” zwalczających żeglugę brytyjską w okolicy Wysp Kokosowych. 21 marca wraz z większością ciężkich okrętów Floty Wschodniej wypłynął ponownie w rejon Wysp Kokosowych na spotkanie amerykańskiego lotniskowca „Saratoga”, który został przydzielony admirałowi Somerville’owi dla wzmocnienia siły uderzeniowej jego zespołu w planowanych przyszłych operacjach. Po spotkaniu okręty przeprowadziły wspólne ćwiczenia.
16 kwietnia 1944 roku okręty Floty Wschodniej rozpoczęły operację o kryptonimie Cockpit. Jej celem było przeprowadzenie uderzenia lotniczego na bazę japońską w Sabang na wyspie Weh u północnych wybrzeży Sumatry. 19 kwietnia z „Illustriousa” wystartowało 17 samolotów Fairey Barracuda eskortowanych przez 13 myśliwców Corsair. Samoloty zbombardowały instalacje lądowe, gdy w tym samym czasie maszyny startujące z „Saratogi” zaatakowały okręty i statki cumujące w porcie. W trakcie nalotu nie napotkano przeciwdziałania lotnictwa japońskiego i wszystkie samoloty powróciły bezpiecznie na pokłady macierzystych okrętów.
Kolejny atak zaplanowano na połowę maja 1944 roku, a celem miała być Surabaja na Jawie. Ponieważ na trasie przelotu znajdowały się wysokie góry, których pokonanie mogło być zbyt trudne dla obciążonych Barracud, czasowo na pokład przyjęto 832. i 851. dywizjon FAA, wyposażone w samoloty Grumman Avenger. Zespół uderzeniowy wyruszył z Trincomelee już 6 maja aby po pobraniu paliwa w zatoce Exmouth w zachodniej Australii zaatakować 17 maja urządzenia rafinerii ropy naftowej w Surabai. Pomimo dużych sił zaangażowanych w to przedsięwzięcie, rezultaty były przeciętne: nie udało się zniszczyć rafinerii, a w porcie zatopiono bądź uszkodzono jedynie mniejsze jednostki. Po tej akcji, 18 maja, lotniskowiec „Saratoga” opuścił skład Floty Wschodniej. „Illustrious” powrócił do bazy na Cejlonie 27 maja.
19 czerwca 1944 roku zespół Floty Wschodniej pod dowództwem wiceadmirała Arthura J. Powera wyruszył na akcję przeciwko japońskiej bazie Port Blair na Andamanach. Akcja ta, w której „Illustrious” stanowił jedyną siłę uderzeniową, nie przyniosła większych szkód przeciwnikowi. Przed kolejnym rajdem, po raz drugi w kierunku Sabang, Flota Wschodnia została wzmocniona przez drugi lotniskowiec, „Victorious”. W trakcie tej operacji (pod kryptonimem Crimson) baza japońska została również ostrzelana 25 lipca przez artylerię ciężkich okrętów brytyjskich. Jednak i tym razem osiągnięcia Brytyjczyków były niewielkie: zatopiono dwa statki, zniszczono urządzenia portowe i stację paliwową floty japońskiej, a myśliwce z „Illustriousa” zestrzeliły cztery samoloty przeciwnika.
Wszystkie dotychczasowe działania Floty Wschodniej pokazały, że brytyjscy lotnicy morscy mają braki w wyszkoleniu bojowym, zaś lotniskowce, projektowane z myślą o działaniach na wodach europejskich, mają zbyt małe grupy lotnicze dla działań na Pacyfiku.
W okresie od 14 sierpnia do 10 października „Illustrious” był poddawany remontowi połączonemu z modernizacją w stoczni w Durbanie i powrócił w skład Floty Wschodniej 2 listopada 1944 roku. 22 listopada Royal Navy rozpoczęła formowanie na Cejlonie Brytyjskiej Floty Pacyfiku (British Pacific Fleet) pod dowództwem Bruce’a Frasera. Był to silny zespół, składający się z pięciu lotniskowców, dwóch pancerników, siedmiu krążowników i 22 niszczycieli, utworzony w celu współdziałania z US Navy w końcowej fazie walk na Pacyfiku.
Pierwszą akcją „Illustriousa” w składzie Brytyjskiej Floty Pacyfiku był wspólny z „Indomitable” atak na rafinerię ropy naftowej w Pangkalan Brandan na północnej Sumatrze 20 grudnia 1944 roku. Brytyjskie samoloty nie zlokalizowały celu przy niskim pułapie chmur i zbombardowały niedaleki port w Belawan oraz ostrzelały dwa pobliskie lotniska. Kolejny nalot na japońskie rafinerie odbył się 24 stycznia 1945 roku (operacja Meridian). Tym razem samoloty z czterech lotniskowców dowodzonych przez kontradmirała Philipa Viana zaatakowały instalacje niedaleko Palembangu, niszcząc zarówno urządzenia rafinerii (jej wydajność spadła o połowę), jak i samoloty japońskie (38 zniszczonych na ziemi i 14 w powietrzu). Straty brytyjskie wyniosły 7 maszyn zestrzelonych i 25 utraconych na skutek wypadków przy lądowaniu. Pięć dni później przeprowadzono podobny nalot na rafinerię Soengi Gerong. Tym razem całkowicie zniszczono urządzenia do przetwórstwa ropy naftowej oraz 68 japońskich samolotów (w tym 30 w pojedynkach powietrznych) za cenę 16 własnych maszyn. W trakcie przyjmowania samolotów na pokłady lotniskowców nastąpił kontratak japońskiego lotnictwa. Wszystkie atakujące maszyny zostały co prawda zestrzelone, ale „Illustrious” został przypadkowo dwukrotnie trafiony pociskami przeciwlotniczymi wystrzelonymi z krążownika „Euryalus” (lub pancernika „King George V”), tracąc 12 zabitych i 21 rannych oraz odnosząc nieznaczne uszkodzenia. W efekcie nalotów w zaatakowanych rafineriach wstrzymano na około dwa miesiące produkcję benzyny lotniczej, zaś po jej wznowieniu łączna wydajność nie przekraczała 35% pierwotnej.
Po zakończeniu operacji Meridian zespół lotniskowców dołączył do reszty okrętów Brytyjskiej Floty Pacyfiku, udającej się do Australii a stamtąd w kierunku wysp Japonii. 10 lutego 1945 roku, po zawinięciu do Sydney „Illustrious” został niezwłocznie odstawiony do suchego doku, gdzie dokonano napraw niedawno odniesionych uszkodzeń i zajęto się sprawiającym problemy wałem napędowym środkowej śruby. Ponieważ usunięcie usterki okazało się niemożliwe, odłączono wał i lotniskowiec wypłynął w morze dysponując jedynie 2/3 mocy maszyn, z ograniczoną prędkością maksymalną. 7 marca „Illustrious” dołączył do pozostałych jednostek brytyjskich w pobliżu wyspy Manus w archipelagu Wysp Admiralicji, zaś 18 marca 1945 roku Brytyjska Flota Pacyfiku weszła w skład amerykańskiej Piątej Floty, otrzymując dla celów operacyjnych nazwę Task Force 57 (TF.57).
Zadaniem Brytyjczyków w trakcie walk w rejonie Okinawy było zniszczenie baz japońskich na wyspach Sakishima w południowo-zachodniej części archipelagu Riukiu, dla zabezpieczenia lewego skrzydła sił amerykańskich. Bombardowanie rozpoczęło się 26 marca 1945 roku i trwało, z przerwami na uzupełnienie paliwa, amunicji i zapasów oraz kilkudniowym wstrzymaniem działań ze względu na nadciągający tajfun, do 8 kwietnia. 6 kwietnia 1945 roku flota sprzymierzonych w rejonie Okinawy stała się celem ataku kamikaze. Jeden z samolotów Yokosuka D4Y „Judy” przedarł się przez osłonę myśliwców i dotarł w pobliże „Illustriousa”. Został co prawda zestrzelony przez artylerię przeciwlotniczą lotniskowca, ale przed upadkiem do wody zawadził końcówką skrzydła o kopułę anteny radaru typu 272, rozbijając ją, po czym wpadł do wody przy burcie okrętu. Już w wodzie eksplodowała bomba przenoszona przez lotnika-samobójcę, powodując liczne uszkodzenia części podwodnej oraz ponowne naruszenie konstrukcji lewego wału napędowego (nie w pełni sprawnego po uszkodzeniach w styczniu 1941 roku), co zmusiło dowództwo jednostki do ograniczenia prędkości do 19 węzłów. Dwa dni później „Illustrious” został odesłany do działań w rejonie Formozy, gdzie pozostawał do 13 kwietnia. Straty grupy lotniczej w trakcie całej kampanii wyniosły dziewięć myśliwców Corsair i trzy samoloty Avenger.
Następnie lotniskowiec został przebazowany w okolice Leyte, by 1 maja odpłynąć do Sydney, a stamtąd do Wielkiej Brytanii. Ostatecznie okręt zawinął do Rosyth 27 czerwca 1945 roku i został skierowany na kolejny remont. Ponieważ w tym czasie zakończyły się działania wojenne, prace przebiegały niespiesznie i lotniskowiec pozostawał poza linią aż do czerwca 1946 roku.

### Dowódcy i funkcje okrętu w czasie II wojny światowej
W czasie wojennej służby operacyjnej lotniskowca dowodziło nim siedmiu oficerów Royal Navy. Byli to kolejno:
- komandor Denis W. Boyd (od stycznia 1940)
- komandor Gerald S. Tuck (od lutego 1941)
- komandor Louis Mountbatten (od sierpnia 1941)
- komandor Arthur G. Talbot (od października 1941)
- komandor Robert L. B. Cunliffe (od sierpnia 1942)
- komandor Charles E. Lambe (od maja 1944)
- komandor William D. Stephens (od lipca 1945)[96].

Trzykrotnie „Illustrious” pełnił rolę okrętu flagowego:
- sierpień 1940 – styczeń 1941 dla kontradmirała Lumleya Lystera, dowódcy zespołu lotniskowców Floty Śródziemnomorskiej
- 1942 dla kontradmirała Denisa W. Boyda (pierwszego dowódcy okrętu), dowódcy zespołu lotniskowców Floty Wschodniej
- maj 1943 – lipiec 1944 dla kontradmirała Clementa Moody’ego, dowódcy zespołu lotniskowców Home Fleet, później dowódcy zespołu lotniskowców Floty Wschodniej[96].

### Lata powojenne

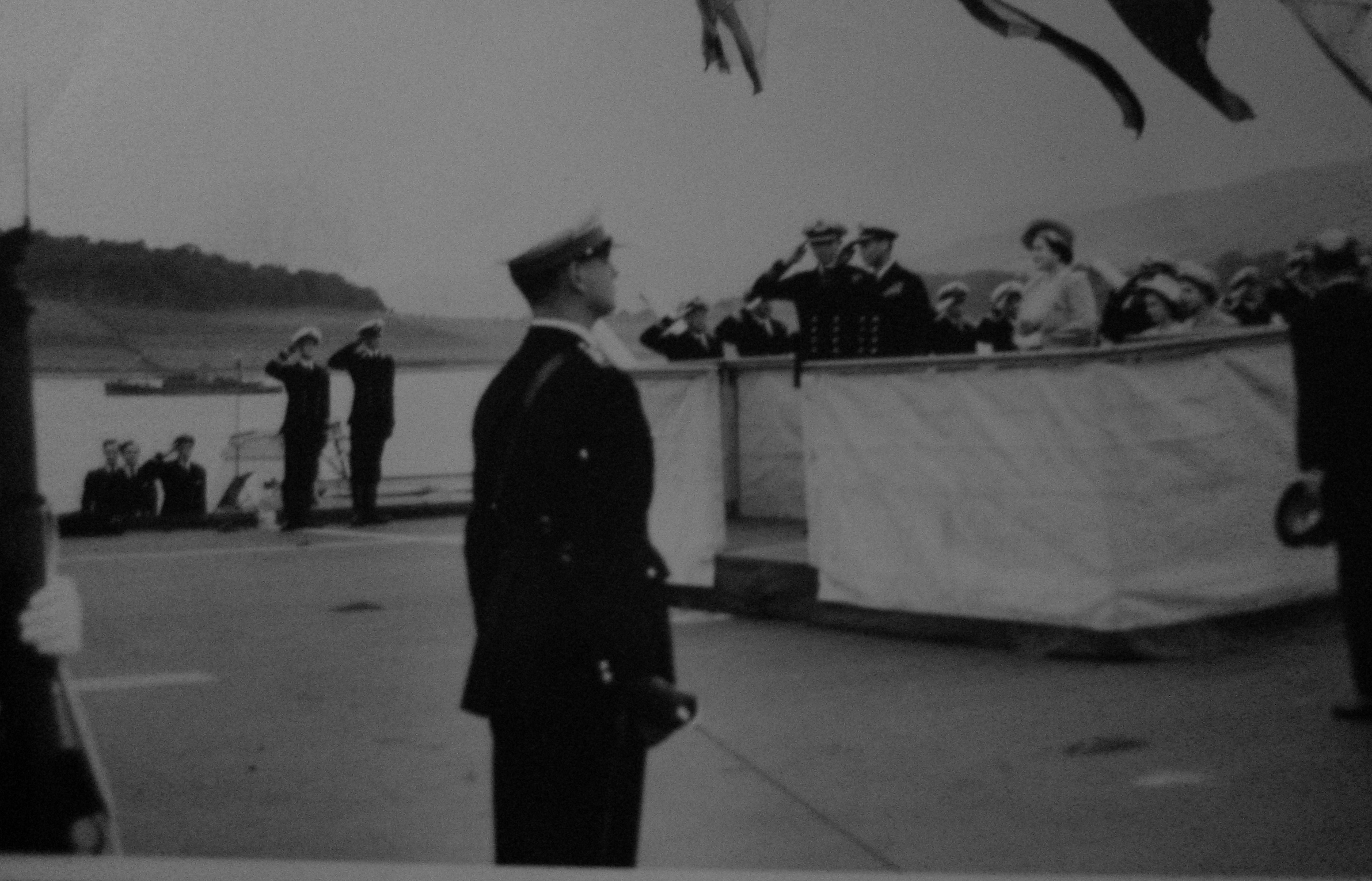
Wizyta króla Jerzego VI na pokładzie HMS „Illustrious” w 1948 roku

Jeszcze w trakcie pobytu w stoczni, we wrześniu 1945 roku, „Illustrious” został przeklasyfikowany na okręt szkolny z przeznaczeniem do odbywania testów z nowymi typami samolotów pokładowych i treningów pilotów. W 1947 roku został przesunięty do rezerwy. Do linii powrócił ponownie we wrześniu 1948 roku, po kolejnym pobycie w stoczni. W 1951 roku przewoził brytyjskie oddziały na Cypr. We wrześniu 1952 roku uczestniczył w ćwiczeniach Royal Navy na północnym Atlantyku, zaś w 1953 roku w rewii koronacyjnej królowej Elżbiety na redzie Spithead. W czynnej służbie pozostawał do 1954 roku, kiedy został definitywnie odstawiony do rezerwy w zatoce Gareloch w Szkocji.
11 października 1956 roku podjęto decyzję o ostatecznym losie lotniskowca. 3 listopada 1956 roku został sprzedany na złom firmie British Iron and Steel Corp. (BISCO) i złomowany rok później w Scotland Shipbreaking Industries Yard w Faslane.